# Trichosalpinx spathulata
Trichosalpinx spathulata är en orkidéart som beskrevs av Carlyle August Luer. Trichosalpinx spathulata ingår i släktet Trichosalpinx och familjen orkidéer. Inga underarter finns listade i Catalogue of Life.